# Дом в маленьком доме
Дом в маленьком доме (чеш. Dům V Malém domku) — историческое здание в Праге, находится в Старом городе, на улице Анежской, 16. Охраняется как памятник культуры Чешской Республики, расположен на территории Анежского монастыря.
Первое упоминание о доме относится к 1588 году, он возник на поделенной территории, которая осталась после упраздненного мужского монастыря. В 1689 году дом сильно пострадал от пожара, поэтому к настоящему времени от первоначальной постройки сохранился только подвал. Во второй четверти 19 века здание было перестроено в стиле классицизма. В 1972 году он был отреставрирован в рамках реставрации Анежского монастыря.